# زبیتسا (کورشوملییا)
زبیتسا (به صربی: Zebica) یک منطقهٔ مسکونی در صربستان است که در کورشوملیا واقع شده‌است. زبیتسا ۳۵ نفر جمعیت دارد.